# محمد راكمان
محمد راكمان (بالإندونيسية: Muhammad Rachman)‏ مواليد 23 ديسمبر 1971 في ميروكي، بابوا، هو ملاكم إندونيسي. حقق بطولة رابطة الملاكمة العالمية وبطولة الاتحاد الدولي للملاكمة.

## إحصائيات
خاض خلال مسيرته 82 نزالا، فاز في 65 وتعادل في 5 وخسر في 12. فاز بالضربة القاضية في 35 نزالا.

## روابط خارجية
- محمد راكمان على موقع بوكس ريك (الإنجليزية) (registration required)